# جو فلاكو
جوزيف فنسنت فلاكو (من مواليد 16 يناير 1985)، لاعب الوسط في كرة القدم الأمريكية وهو وكيل حر.
لعب كرة القدم الجامعية في ولاية ديلاوير بعد انتقاله من بيتسبرغ وتمت صياغته بواسطة فريق بالتيمور رافينز في الجولة الأولى من مسودة اتحاد كرة القدم الأميركي لعام 2008. لعب فلاكو أيضًا مع فريق دنفر برونكو وفيلادلفيا إيجلز ونيويورك جيتس.
1. ↑  ESPN.com (بالإنجليزية), QID:Q3046137
2. ↑  Pro Football Reference (بالإنجليزية), Sports Reference, LLC, QID:Q7246590